# Megadolodus molariformis
Il megadolodo Megadolodus molariformis è un mammifero litopterno estinto, appartenente ai proteroteriidi. Visse nel Miocene medio (circa 14 - 12 milioni di anni fa) e i suoi resti fossili sono stati ritrovati in Sudamerica.

## Descrizione
Questo animale doveva essere di aspetto e dimensioni vagamente simili a quelle di un pecari attuale, anche se le sue parentele vanno ricercate in un gruppo di animali (i proteroteriidi) i cui membri erano solitamente molto più snelli e leggeri. Il peso doveva aggirarsi tra i 60 e gli 80 chilogrammi. 
Megadolodus è noto attraverso resti fossili incompleti di mascella, mandibola, arti anteriori e posteriori, bacino e alcune vertebre; i resti rinvenuti permettono di effettuare una ricostruzione parziale, e l'aspetto di Megadolodus doveva essere sicuramente più compatto e robusto rispetto a quello di tipici proteroteriidi come Diadiaphorus. Le zampe erano più corte e robuste rispetto a quelle degli altri proteroteriidi, e le vertebre erano in numero minore (10 o 11 toraciche, 5 lombari); Megadolodus era inoltre dotato di grandi denti canini a forma di zanne che si autoaffilavano grazie allo sfregamento gli uni contro gli altri, e il terzo molare superiore era dotato di un grande ipocono. 
Le zampe di Megadolodus erano dotate di tre dita, di cui quello centrale (il terzo dito dell'originale zampa pentadattila dei mammiferi) era il più robusto, e gli altri due laterali (il secondo e il quarto) erano più ridotti e probabilmente non toccavano il suolo. 

## Classificazione
Megadolodus molariformis venne descritto per la prima volta nel 1956 da Malcolm McKenna, sulla base di resti fossili molto frammentari (un frammento di mandibola con due denti e parte di un dente), rinvenuto in Colombia in terreni del Miocene medio. Inizialmente, MacKenna ritenne che questi fossili appartenessero a un rappresentante della famiglia Didolodontidae, un gruppo di mammiferi ungulati arcaici che si riteneva estinta nel corso dell'Eocene.
Fu solo verso la fine del XX secolo che altri resti più completi, rinvenuti nella zona di Honda nella valle del fiume Magdalena in Colombia, permisero una ridescrizione e una riattribuzione del genere Megadolodus: secondo il nuovo studio, Megadolodus non era un didolodontide bensì un litopterno, in particolare un rappresentante aberrante della famiglia Proterotheriidae, costituita generalmente da forme simili a cavalli. Affine a Megadolodus doveva essere Bounodus, un genere poco conosciuto proveniente dal Miocene superiore del Venezuela.

## Paleobiologia
Megadolodus non doveva essere un animale corridore, ma un abitante delle foreste che viveva in ambienti chiusi e che si nutriva di radici e frutta; i canini e i molari bunodonti erano un chiaro indizio di questo tipo di dieta. 